# Banco El Hogar Argentino
El Banco El Hogar Argentino fue una entidad financiera de la República Argentina que surgió en 1899 con el objetivo principal de facilitar el acceso a la propiedad de viviendas para la clase obrera.
"El hogar argentino, Banco de Préstamos y Construcciones, Sociedad Cooperativa Limitada" fue aprobado por decreto en julio de 1899, y entró en funciones el 1 de septiembre de ese año. Contaba con un capital limitado, pero estaba enfocado a préstamos que permitieran la adquisición de viviendas a sus socios. De esta forma, el Banco no sólo vendió terrenos en diversas zonas de Buenos Aires y sus alrededores, sino que llegó a gestionar la construcción de conjuntos de viviendas propios.
En un primer momento estuvo instalado en el edificio de Avenida de Mayo 878. Con el paso de los años fue creciendo, llegando a abrir distintas sucursales, y pasó a denominarse "Banco El Hogar Argentino, Sociedad de Crédito Real Cooperativa Limitada", para terminar siendo "Banco El Hogar Argentino" a secas. En 1926 el arquitecto Alejandro Virasoro proyectó y construyó la nueva casa matriz del banco, en la calle Bartolomé Mitre 575. Un sucursal funcionaba muy cerca, en Florida 147.
En 1923, el Banco El Hogar Argentino construyó un conjunto de casas unifamiliares en el barrio de Caballito, ubicadas sobre el pasaje Antonino Ferrari y la calle Cachimayo. Con el tiempo, fue conocido como el "Barrio Inglés", ya que según los vecinos allí vivían principalmente empleados del Ferrocarril del Oeste de esa nacionalidad.
Otro exitoso emprendimiento del Banco fue el fraccionamiento y venta del barrio de El Cazador, en la localidad bonaerense de Belén de Escobar.
En 1963, el Hogar Argentino fue absorbido por el Banco Español del Río de la Plata, que luego sería Banco de Santander. De esta forma, se estableció la primera filial del Santander en Latinoamérica, siendo el comienzo de un proceso de expansión de este banco ibérico que continuaría adquiriendo otras entidades argentinas, y de los demás países sudamericanos.